# Georg Lippert
Georg Lippert (né le 27 janvier 1908 à Vienne, mort le 14 octobre 1992 dans la même ville) est un architecte autrichien.

## Biographie

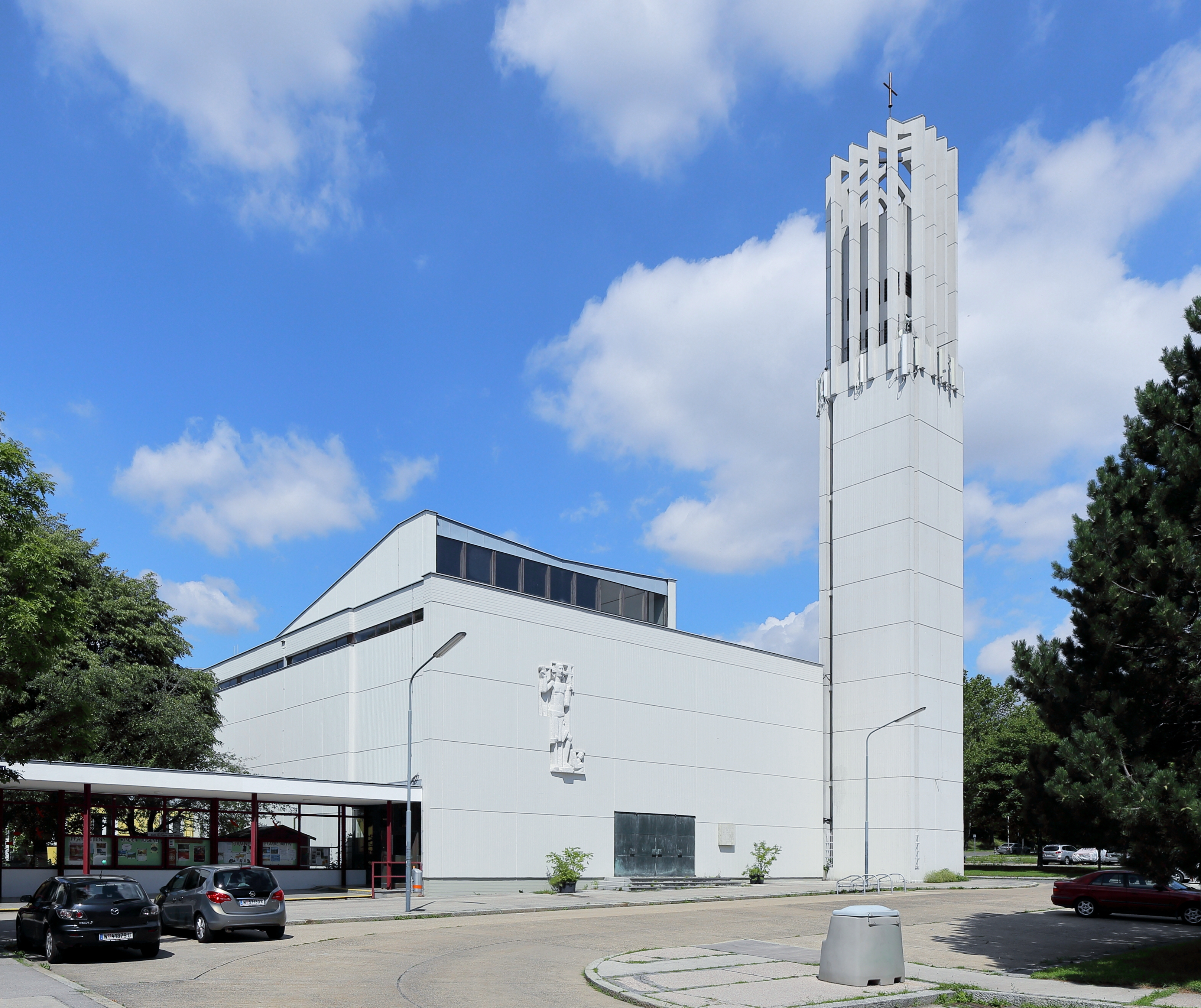
L'église Saint-François-de-Sales de Vienne

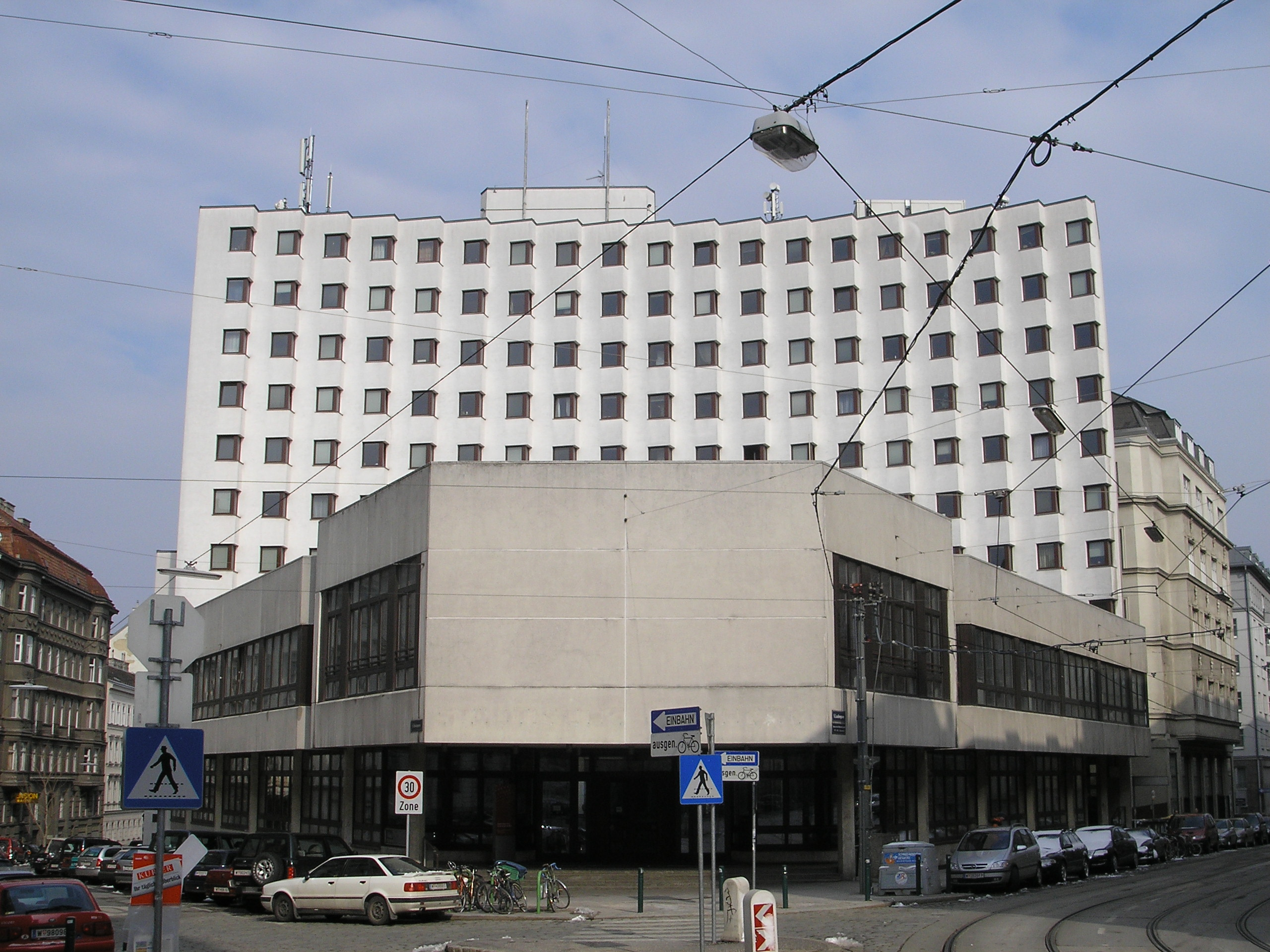
La Haus des Buches à Vienne

Lippert vient d'une famille de classe moyenne éduquée de Hietzing, originaire du Tyrol. En 1920, il passe des vacances en Suède. En 1927, après sa maturité, il s'inscrit à l'université technique de Vienne pour étudier l'architecture. En 1931, il obtient son diplôme d'ingénieur, mais continue d'étudier en raison de la crise jusqu'en 1934 à l'académie des beaux-arts de Vienne auprès de Clemens Holzmeister.
Le travail de Lippert suit les évolutions de chaque époque. Sa première mission (avec Kurt Klaudy avec qui il forme un cabinet jusqu'en 1945) est l'église Saint-Hubert-Saint-Christophe (de) dans le quartier de Hietzing. Entre 1936 et 1939, Lippert et Klaudy bâtissent un pavillon de chasse pour le tsar de Bulgarie près de Plovdiv puis durant la guerre des bâtiments industriels et des lotissements pour le régime nazi. En 1947, Lippert suit la construction de grands immeubles d'habitation à la Hugo Breitner Hof (de).
Dans les années 1960 et 1970, Lippert connaît la gloire et la plus grande activité. Il est aussi membre du conseil consultatif de l'urbanisme de Vienne sur les règles de construction. Il bâtit notamment en 1962 l'église Saint-François-de-Sales dans le quartier de Favoriten, en 1965 le siège de Semperit (où se trouvait le palais de l'archiduc Rainier), entre 1965 et 1967 le siège viennois de Hoffmann-La Roche (où se trouvait le Palais Lanckoroński (de)), en 1973 le siège de Winterthur à côté de l'église Saint-Charles-Borromée. Il participe aussi à l'élévation de la nouvelle place de l'Opernringhof (là où se trouvait le Heinrichshof), le (troisième) Dianabad (de), la Haus des Buches (de) (où se trouvait le Wiener Stadttheater (de)) et à Lausanne entre 1966 et 1971 aux immeubles de grande hauteur de Champ d'Asile.
À la fin de sa carrière, Lippert s'adapte au postmodernisme et dans le même temps recréé à l'identique le bâtiment qu'il y avait au 3 de la Schwarzenbergplatz (de). Cette contradiction et les dernières œuvres de Lippert suscitent le débat. Il s'oppose en tant que membre du conseil de l'urbanisme au projet de Roland Rainer d'une structure polycentrique et propose un contre-projet le plus simple aux commanditaires (des compagnies d'assurances et le complexe Raiffeisen-IBM) le long du canal du Danube.
Par ailleurs, Georg Lippert entretient de nombreuses amitiés avec d'autres artistes comme Clemens Holzmeister, Alvar Aalto, Erich Boltenstern, Oskar Kokoschka.